# Premiul Academiei Poloneze pentru cea mai bună actriță în rol secundar
Premiul Academiei Poloneze pentru cea mai bună actriță în rol secundar (în poloneză Orzeł za najlepszą drugoplanową rolę kobiecą) este unul din premiile acordate anual celei mai bune actrițe din Polonia într-un rol secundar. Se acordă din 2000.

## Câștigătoare
| An   | Actriță                         | Film                                                    | Rol                                   |
| ---- | ------------------------------- | ------------------------------------------------------- | ------------------------------------- |
| 2000 | Ewa Wiśniewska                  | Ogniem i mieczem                                        | Kurcewiczowa                          |
| 2000 | Stanisława Celińska             | Fuks                                                    | Mrs. Poznańska                        |
| 2000 | Kinga Preis                     | Poniedziałek                                            | Renata                                |
| 2000 | Danuta Szaflarska               | Egzekutor                                               | Old lady                              |
| 2000 | Danuta Szaflarska               | Tydzień z życia mężczyzny                               | Adam's mother                         |
| 2001 | Krystyna Feldman                | To ja, złodziej                                         | Babcia "Jaja"                         |
| 2001 | Zofia Kucówna                   | Syzyfowe prace                                          | "Przepiórzyca"                        |
| 2001 | Kinga Preis                     | Wrota Europy                                            | Hala                                  |
| 2001 | Katarzyna Figura                | Zakochani                                               | Edyta Bobicka                         |
| 2001 | Monika Krzywkowska              | Życie jako śmiertelna choroba przenoszona drogą płciową | Hanka                                 |
| 2002 | Stanisława Celińska             | Pieniądze to nie wszystko                               | Mrs. Ala                              |
| 2002 | Olga Frycz                      | Boże skrawki                                            | Marysia                               |
| 2002 | Olga Frycz                      | Weiser                                                  | Elka in 50s/ Rachela, Elka's daughter |
| 2002 | Małgorzata Rożniatowska         | Cześć, Tereska                                          | Terseka's mother                      |
| 2003 | Kinga Preis                     | Wtorek                                                  | Renata                                |
| 2003 | Janina Traczykówna              | Dzień świra                                             | Adaś's mother                         |
| 2003 | Maureen Lipman                  | Pianista                                                | Szpilman's mother                     |
| 2003 | Beata Schimscheiner             | Anioł w Krakowie                                        | Ramona Talarek                        |
| 2003 | Agata Buzek                     | Zemsta                                                  | Klara Raputsiewiczówna                |
| 2004 | Dominika Ostałowska             | Warszawa                                                | Wiktoria                              |
| 2004 | Małgorzata Foremniak            | Zmruż oczy                                              | mother of "Mała"                      |
| 2004 | Natalia Rybicka                 | Żurek                                                   | Iwonka Iwanek                         |
| 2005 | Iwona Bielska                   | Wesele                                                  | Eluśka Wojnarowa                      |
| 2005 | Dorota Kamińska                 | Pręgi                                                   | Tania's mother                        |
| 2005 | Kinga Preis                     | Symetria                                                | Dawid's wife                          |
| 2006 | Małgorzata Braunek              | Tulipany                                                | Marianna                              |
| 2006 | Edyta Jungowska                 | Jestem                                                  | mother of "Kundel"                    |
| 2006 | Anna Dymna                      | Skazany na bluesa                                       | Polowa                                |
| 2007 | Ewa Wencel                      | Plac Zbawiciela                                         | Teresa Zielińska                      |
| 2007 | Jadwiga Jankowska-Cieślak       | Co słonko widziało                                      | Róża Świder                           |
| 2007 | Anna Romantowska                | Statyści                                                | Maria Narożna                         |
| 2008 | Danuta Stenka                   | Katyń                                                   | Róża                                  |
| 2008 | Krystyna Tkacz                  | Parę osób, mały czas                                    | Zosia                                 |
| 2008 | Stanisława Calińska             | Południe-Północ                                         | Woman with cows                       |
| 2009 | Danuta Szaflarska               | Ile waży koń trojański?                                 | Stanisława Zwierzyńska                |
| 2009 | Izabela Kuna                    | 33 sceny z życia                                        | Kaśka                                 |
| 2009 | Małgorzata Hajewska-Krzysztofik | 33 sceny z życia                                        | Barbara Rostawicka                    |
| 2010 | Anna Polony                     | Rewers                                                  | Sabina's grandmother                  |
| 2010 | Krystyna Janda                  | Rewers                                                  | Irena Jankowska                       |
| 2010 | Sonia Bohosiewicz               | Wojna polska-ruska                                      | Natasza Blokus                        |
| 2011 | Stanisława Celińska             | Joanna                                                  | Kamińska                              |
| 2011 | Kinga Preis                     | Joanna                                                  | Staszka Kopeć                         |
| 2011 | Magdalena Cielecka              | Wenecja                                                 | Joanna                                |
| 2012 | Kinga Preis                     | W ciemności                                             | Wanda Socha                           |
| 2012 | Kinga Preis                     | Róża                                                    | Amelia                                |
| 2012 | Roma Gąsiorowska                | Sala samobójców                                         | Sylwia                                |
| 2013 | Joanna Kulig                    | Sponsoring                                              | Alicja                                |
| 2013 | Izabela Kuna                    | Drogówka                                                | Ewa                                   |
| 2013 | Sonia Bohosiewicz               | Obława                                                  | Hanna Kondolewiczowa                  |
| 2014 | Anna Nehrebecka                 | Chce się żyć                                            | Mrs. Jola                             |
| 2014 | Joanna Kulig                    | Nieulotne                                               | Marta                                 |
| 2014 | Marta Nieradkiewicz             | Płynące wieżowce                                        | Sylwia                                |
| 2015 | Kinga Preis                     | Pod Mocnym Aniołem                                      | Mania                                 |
| 2015 | Kinga Preis                     | Bogowie                                                 | Ewka's mother                         |
| 2015 | Karolina Gruszka                | Pani z przedszkola                                      | Karolina                              |
| 2016 | Anna Dymna                      | Excentrycy, czyli po słonecznej stronie ulicy           | Bayerowa                              |
| 2016 | Ewa Dałkowska                   | Body/Ciało                                              | Prosecutor's friend                   |
| 2016 | Kinga Preis                     | Córki dancingu                                          | Vocalist                              |
| 2017 | Agata Buzek                     | Niewinne                                                | Sister Maria                          |
| 2017 | Agata Kulesza                   | Jestem mordercą                                         | Lidia Kalicka                         |
| 2017 | Izabela Kuna                    | Wołyń                                                   | Głowacka                              |
| 2018 | Agnieszka Suchora               | Cicha noc                                               | Adam's mother                         |
| 2018 | Bronisława Zamachowska          | Afterimage                                              | Nika Strzemińska                      |
| 2018 | Karolina Gruszka                | Ach śpij kochanie                                       | Anna                                  |
| 2019 | Aleksandra Konieczna            | Jak pies z kotem                                        | Iga                                   |
| 2019 | Gabriela Muskała                | 7 uczuć                                                 | Weronika Porankowska                  |
| 2019 | Agata Kulesza                   | Cold War                                                | Irena Bielecka                        |
| 2020 | Eliza Rycembel                  | Corpus Christi                                          | Marta                                 |
| 2020 | Agata Buzek                     | Córka trenera                                           | Kamila                                |
| 2020 | Jowita Budnik                   | Ikar. Legenda Mietka Kosza                              | Mietek's mother                       |
| 2020 | Marta Żmuda-Trzebiatowska       | Mowa ptaków                                             | Jakubcowa                             |
| 2020 | Kasia Smutniak                  | Słodki koniec dnia                                      | Maria's daughter                      |
| 2021 | Kinga Preis                     | Jak najdalej stąd                                       | Ola's mother                          |
| 2021 | Maria Sobocińska                | Wszystko dla mojej matki                                | Agnes                                 |
| 2021 | Magdalena Różczka               | 25 lat niewinności. Sprawa Tomka Komendy                | Remigiusz's wife                      |
| 2021 | Agata Kulesza                   | Sala samobójców. Hejter                                 | Beata Santorska                       |
| 2021 | Danuta Stenka                   | Sala samobójców. Hejter                                 | Zofia Krasucka                        |
| 2022 | Ewa Wiśniewska                  | Zupa nic                                                | Grandma                               |
| 2022 | Anna Dymna                      | Amatorzy                                                | Krzysiek's mother                     |
| 2022 | Agata Kulesza                   | Wesela                                                  | Ela Wilk                              |
| 2022 | Jowita Budnik                   | Wszystkie nasze strachy                                 | Jadwiga                               |
| 2022 | Aleksandra Konieczna            | Żeby nie było śladów                                    | Wiesława Bardon                       |
| 2022 | Agnieszka Grochowska            | Żeby nie było śladów                                    | Grażyna Popiel                        |
| 2023 | Maria Pakulnis                  | Johnny                                                  | Hanna                                 |
| 2023 | Matylda Damięcka                | Apokawixa                                               | Robsonica                             |
| 2023 | Magdalena Koleśnik              | Inni ludzie                                             | Aneta                                 |
| 2023 | Maja Ostaszewska                | Broad Peak                                              | Ewa Dyakowska-Berbeka                 |
| 2023 | Aleksandra Konieczna            | Śubuk                                                   | School principal                      |